# 圆口扁蜷
圆口扁蜷（学名：Gyraulus spirillus），是基眼目扁蜷科圆口扁蜷属的一种。主要分布于台湾，常栖息在池塘水田中。